# Bircza
Bircza è un comune rurale polacco del distretto di Przemyśl, nel voivodato della Precarpazia.
Ricopre una superficie di 254,49 km² e nel 2004 contava 6 626 abitanti.